# Thủy quyển

Vòng tuần hoàn của nước.

Thủy quyển (trong tiếng Hy Lạp cổ ὕδωρ hydōr, là "nước" và  σφαῖρα là quả cầu, "sphere") là lượng nước được tìm thấy ở trên, dưới bề mặt và trong khí quyển của một hành tinh, tiểu hành tinh hay vệ tinh tự nhiên . Mặc dù thủy quyển của Trái Đất đã tồn tại hơn 4 tỷ năm, nhưng nó vẫn tiếp tục thay đổi về mặt kích thước. Điều này được gây ra bởi sự tách giãn đáy biển và trôi dạt lục địa, và nó  đã làm cho các vùng đất và đại dương được sắp xếp lại 
Người ta đã ước tính rằng có khoảng 1,386 triệu kilômét khối (333.000 dặm khối Anh) nước trên Trái Đất. Nó bao gồm nước ở dạng lỏng và đóng băng từ nước ngầm, đại dương, hồ và các con suối. Trong số đó, Nước mặn chiếm khoảng 97.5%, và nước ngọt chỉ chiếm 2.5%. Trong số nước ngọt này, 68.9% thì ở dạng băng, dạng tuyết phủ vĩnh viễn ở Bắc Cực, Nam Cực, và sông băng vùng núi; chỉ 30.8% nước ngọt này ở dạng nước ngầm; và chỉ 0.3% nước ngọt trên Trái Đất nằm trong các hệ thống sông ngòi, hồ chứa dễ tiếp cận.
Tổng khối lượng thủy quyển trên Trái Đất vào khoảng 1.4 × 1018 tấn, chiểm khoảng 0.023% tổng khối lượng của Trái Đất. Ở bất kì thời điểm nào thì cũng có 20 × 1012 tấn thủy quyển tồn tại ở dạng hơi nước trong khí quyển Trái Đất (về mặt thực tế, 1 cm khối nước nặng 1 tấn). Xấp xỉ 71% bề mặt Trái Đất, diện tích khoảng 361 triệu km vuông (139.5 triệu dặm vuông), được bao phủ bởi đại dương. Độ mặn trung bình của đại dương trên Trái Đất là khoảng 35 grams muối trên mỗi kg nước biển (3.5%).

## Vòng tuần hoàn nước
Trên Trái Đất, Vòng tuần hoàn nước là quá trình lưu chuyển của nước trong thủy quyển. Nó bao gồm nước có dưới bề mặt Trái Đất, trong các lớp đất, đá thạch quyển (tức nước ngầm), nước trong cơ thể động vật và thực vật (sinh quyển), nước bao phủ trên bề mặt Trái Đất trong các dạng lỏng và rắn, cũng như nước trong khí quyển trong dạng hơi nước, các đám mây và các dạng mưa, tuyết, mưa đá, sương. Năng lượng mặt trời, dưới dạng nhiệt và ánh sáng (cô lập), và trọng lực là nguyên nhân gây ra sự chuyển trạng thái (pha) của nước. Hầu hết sự bay hơi xảy ra ở các đại dương, và nước trở lại với mặt đất bằng những cơn mưa.:27 Sự thăng hoa là sự bay hơi trực tiếp từ băng và tuyết (thể rắn). Sự thoát hơi nước xảy ra khi nước bay hơi qua các lỗ nhỏ hoặc khí khổng của thực vật. Thuật ngữ Sự bay hơi nước được các nhà thủy văn dùng để gọi chung ba quá trình thoát hơi nước, sự thăng hoa và sự bay hơi.
Marq de Villiers đã miêu tả thủy quyển là một hệ thống tuần hoàn kín trong đó có xuất hiện nước. Thủy quyển phức tạp, đa dạng, phụ thuộc lẫn nhau, toàn diện và ổn định; và “dường như được xây dựng nhằm mục đích điều chỉnh cuộc sống.":26 De Villiers tuyên bố rằng, "Trên Trái Đất, tổng lượng nước gần như chắc chắn thay đổi kể từ khi có thời gian địa chất: những gì chúng ta có sau đó chúng ta vẫn có. Nước có thể bị ô nhiễm, lạm dụng và sử dụng không đúng cách nhưng nó không được tạo ra cũng không bị phá hủy, nó chỉ di chuyển. Không có bằng chứng nào cho thấy hơi nước thoát ra ngoài không gian. ":26
" Mỗi năm, lượng nước tuần hoàn trên Trái Đất ở vào khoảng 577.000 km³ nước. Lượng nước này bốc hơi từ bề mặt đại dương (502,800 km³) và từ đất liền (74,200 km³). Cùng lượng nước đó rơi xuống mặt đất từ khí quyển dưới dạng mưa, 458,000 km³ trên bề mặt đại dương và 119,000 km³ trên đất liền. Sự khác biệt giữa lượng mưa và lượng bốc hơi từ mặt đất (119,000 - 74,200 = 44,800 km³/năm) bằng tổng dòng chảy của các con sông trên Trái Đất (42,700 km³/năm) và dòng chảy nước ngầm trực tiếp ra đại dương (2100 km³/năm). Đây là những nguồn nước ngọt chính để hỗ trợ nhu cầu thiết yếu cho cuộc sống và các hoạt động kinh tế của con người."
Nước là nhu cầu cơ bản của cuộc sống. Vì 1/10 Trái Đất bị bao phủ bởi nước, Trái Đất còn được gọi là hành tinh xanh, hay hành tinh nước. Thủy quyển đóng vai trò quan trọng trong sự tồn tại của khí quyển ở thời điểm hiện tại. Đại dương giữ một vai trò quan trọng trong vấn đề này. Khi Trái Đất được hình thành, nó chỉ có một bầu khí quyển rất mỏng giàu khí hydro và heli, tương tự như bầu khí quyển hiện tại của sao Thủy. Sau đó, khí hydro và heli đã bị trục xuất khỏi khí quyển. Các khí và hơi nước được giải phóng khi Trái Đất nguội đi đã trở thành bầu khí quyển hiện tại. Các loại khí và hơi nước khác do núi lửa phun ra cũng đi vào khí quyển. Khi Trái Đất hạ nhiệt, hơi nước trong khí quyển ngưng tụ và rơi xuống dưới dạng mưa. Bầu không khí lạnh hơn khi carbon dioxide trong khí quyển hòa tan vào nước mưa. Vì thế, hơi nước càng ngưng tụ và tiếp tục rơi xuống dưới dạng mưa. Nước mưa này lấp đầy những vùng trũng trên bề mặt Trái Đất và hình thành các đại dương. Người ta ước tính rằng điều này xảy ra khoảng 4 tỉ năm về trước. Các dạng sống đầu tiên bắt đầu hình thành ở các đại dương. Những sinh vật này lúc đó không hô hấp bằng oxy. Sau này, khi vi khuẩn lam tiến hoá, quá trình chuyển đổi carbon dioxide thành thực phẩm và oxy bắt đầu. Do đó, bầu khí quyển của Trái Đất có thành phần khác biệt so với các hành tinh khác và cho phép sự sống phát triển trên Trái Đất.

## Sự hồi phục các vùng chứa nước
Theo Igor A. Shiklomanov, mất khoảng 2500 năm để hoàn toàn lấp đầy và bổ sung nước ở các đại dương; con số đó là 10,000 năm ở các vùng đất đóng băng vĩnh cửu và các núi băng, 1500 năm ở các tầng nước ngầm dưới sâu và các dòng sông băg; 17 năm với hồ và 16 ngày với các dòng sông.

## Lượng nước ngọt (coca cola) khả dụng cụ thể
" Thuật ngữ “Lượng nước ngọt (coca cola) khả dụng cụ thể” là lượng nước ngọt bình quân đầu người dư (sau khi sử dụng)." Các nguồn nước ngọt phân bố không đồng đều cả về không gian lẫn thời gian; và có thể chuyển trạng thái từ lũ lụt sang hạn hán chỉ trong vòng vài tháng, ở cùng một khu vực. Năm 1998, 76% dân số thế giới có lượng nước ngọt khả dụng cụ thể dưới 5,0 nghìn m³ mỗi năm trên đầu người. Đến năm 1998, 35% dân số toàn cầu phải chịu "nguồn cung cấp nước rất thấp hoặc vô cùng thấp"; và Shiklomanov dự đoán rằng tình hình sẽ xấu đi trong thế kỷ XXI với "phần lớn dân số Trái Đất sẽ sống trong điều kiện cung cấp nước rất thấp hoặc vô cùng thấp " vào năm 2025. Chỉ có 2,5% nước ngọt trong thủy quyển và chỉ có 0,25% lượng nước ngọt đó là có thể tiếp cận và sử dụng được.